# Мокрая Буйвола
Мо́края Буйвола́, в верховьях Буйвола́ и Малая Буйвола — река в Ставропольском крае, левый приток Кумы. Длина реки — 151 км, площадь водосборного бассейна — 2490 км².
На реке расположен город Благодарный. Является сезонной рекой — в отсутствие дождей пересыхает в нижнем течении.

## Название
На карте 1773 года, составленной А. И. Гильденштедтом, а также на плане городища Маджар датированном 1790 годом река и её лиман обозначена как «Байбала». Название происходит от одного из тюркских языков. Одноимённое озеро Байбала имеется в Казахстане.
Варианты названия:
- Буйвола
- Малая Буйвола

## Притоки
В Мокрую Буйволу впадает пять притоков:
- Харитонова Балка,
- Копанская Балка,
- Каменная Балка,
- Сухая Буйвола,
- Долгая Балка.

## Описание

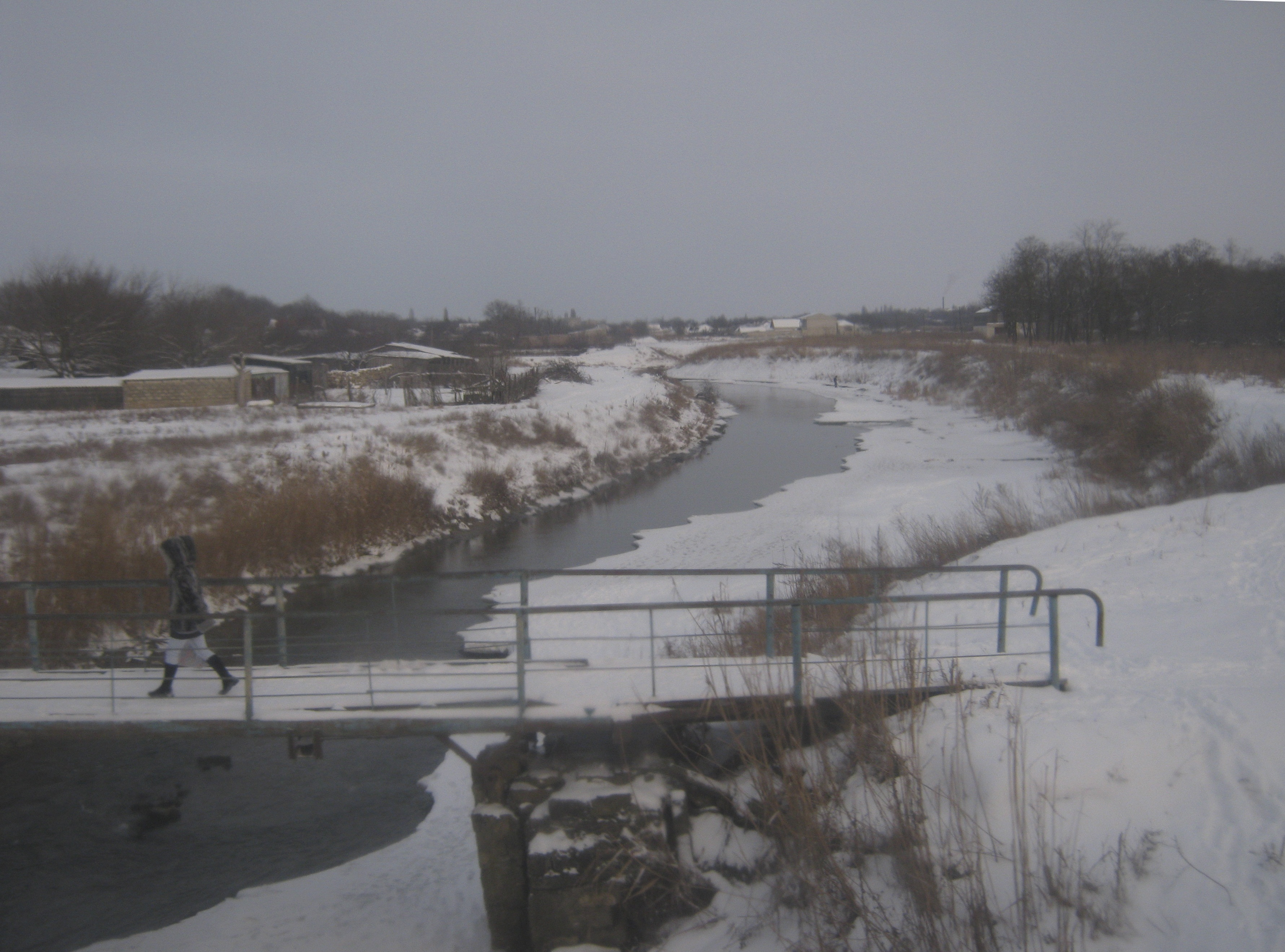
Мокрая Буйвола в городе Благодарном

Лиман Мокрой Буйволы — озеро Буйвола — живописный пресноводный водоём площадью 740 гектаров, находящийся ныне в черте города Будённовска. Озеро состоит из двух частей, перегороженных дамбами. По мелководью вдоль берегов заросло тростниковыми плавнями. Замерзает зимой в −10 °C, является излюбленным объектом для зимней рыбалки. Водятся карась, краснопёрка, судак, окунь, донный бычок, плотва, раки. Промышленно разводят толстолобика, сазана. Глубина не больше 2,80 м, плюс высота наилка может доходить до 2-х метров. Имеется пляж, яхтклуб. Вблизи озера расположен химический завод «Ставролен» со своими отстойниками вдоль берега.

## Данные водного реестра
По данным государственного водного реестра России относится к Западно-Каспийскому бассейновому округу, водохозяйственный участок реки — Мокрая Буйвола. Речной бассейн реки — Бессточные районы междуречья Терека, Дона и Волги.
Код объекта в государственном водном реестре — 07010000912108200002281.